# Токро рудолобий
Токро рудолобий (Odontophorus erythrops) — вид куроподібних птахів родини токрових (Odontophoridae).

## Поширення
Вид поширений на заході Колумбії та Еквадору. Мешкає у тропічних вологих гірських та рівнинних лісах.

## Підвиди
- Odontophorus erythrops erythrops Gould, 1859
- Odontophorus erythrops parambae Rothschild, 1897